# Emmanuel Janvier
Emmanuel Janvier ist ein französischer Maskenbildner und Friseur.

## Leben
Janivuer ist seit 2019 für Film und Fernsehen tätig, sein Schaffen umfasst mehr als ein Dutzend Produktionen.
Im Jahr 2024 arbeitete er an Emilia Pérez von Regisseur Jacques Audiard. Dafür wurde er bei der Oscarverleihung 2025 zusammen mit Julia Floch Carbonel und Jean-Christophe Spadaccini in der Kategorie Bestes Make-up und beste Frisuren nominiert.

## Filmografie (Auswahl)
- 2019: Osmosis (Fernsehserie, 8 Folgen)
- 2020: La Révolution (Fernsehserie, 8 Folgen)
- 2020: La Flamme (Fernsehserie, 9 Folgen)
- 2021: The Last Duel
- 2021: L’Absente (Miniserie, 11 Folgen)
- 2022: Les combattantes (Miniserie)
- 2023: Quand tu seras grand
- 2023: Meurtres à Bayeux
- 2024: Franklin (Miniserie)
- 2024: Emilia Pérez
- 2024: Le royaume

## Auszeichnungen (Auswahl)
- 2025: Hollywood-Makeup-Artist-and-Hair-Stylist-Guild-Award-Nominierung in der Kategorie Bestes Make-up in einem Spiel film für Emilia Pérez
- 2025: BAFTA-Nominierung in der Kategorie Bestes Make-up und beste Frisuren für Emilia Pérez
- 2025: Oscar-Nominierung in der Kategorie Bestes Make-up und beste Frisuren für Emilia Pérez